# Deux nannies d'enfer
Deux nannies d'enfer (Les Nannies en 2013) est une émission de téléréalité française diffusée depuis le 10 septembre 2013 sur la chaîne de télévision M6.

## Concept
Le concept de l'émission Les Nannies se base sur celui de Supernanny, une ancienne émission de téléréalité qui mettait auparavant en vedette Kalthoum Sarraï, avant son décès en 2010. Dès lors, cette série est arrêtée en janvier 2010. Trois ans plus tard, en 2013, les sociétés M6 et FremantleMedia décident de relancer une émission du même type. M6 explique avoir « laissé un temps de deuil nécessaire. » La chaîne donne également son avis sur le fait que « sur l'éducation, on n'avait plus rien. On voulait absolument revenir sur le créneau et élargir aux nouveaux enjeux : l'addiction aux jeux vidéo, aux réseaux sociaux. » L'émission est considérée comme remplaçant celle de Supernanny.
L'émission met en scène deux nannies, Jocelyne Boucard (53 ans) et Emilie Noguerra (29 ans),,, dans leur rôle d'aide aux parents en difficulté. L'émission est diffusée pour la première fois le 10 septembre 2013 sur la chaîne de télévision M6 à 20 h 50.

## Audiences
Le premier épisode diffusé le mardi 10 septembre 2013 a rassemblé plus de 2,4 millions de téléspectateurs en moyenne jusqu'à 22h25, soit seulement 9,5 % de parts d'audience sur le public de quatre ans et plus. Mais avec 18 % de parts de marché auprès des ménagères de moins de 50 ans.
| Date de diffusion                                   | Audience (en téléspectateurs) | Audience (en part de marché)                      | Classement des audiences de la soirée | Références |
| --------------------------------------------------- | ----------------------------- | ------------------------------------------------- | ------------------------------------- | ---------- |
| 10 septembre 2013 et 17 décembre 2013               | 2 400 000                     | 9,5 %                                             | 4e                                    | [ 7 ]      |
| 10 juin 2014 et 17 juin 2014 puis le 8 octobre 2014 | 1 727 000                     | 12,3 %(sur les trois soirée soit 4 % par épisode) | 4e                                    | [ 8 ]      |
| 10 décembre 2014 et 20 janvier 2015                 | 1 399 000                     | 5,6 %                                             | 4e                                    | [ 9 ]      |